# Women's music

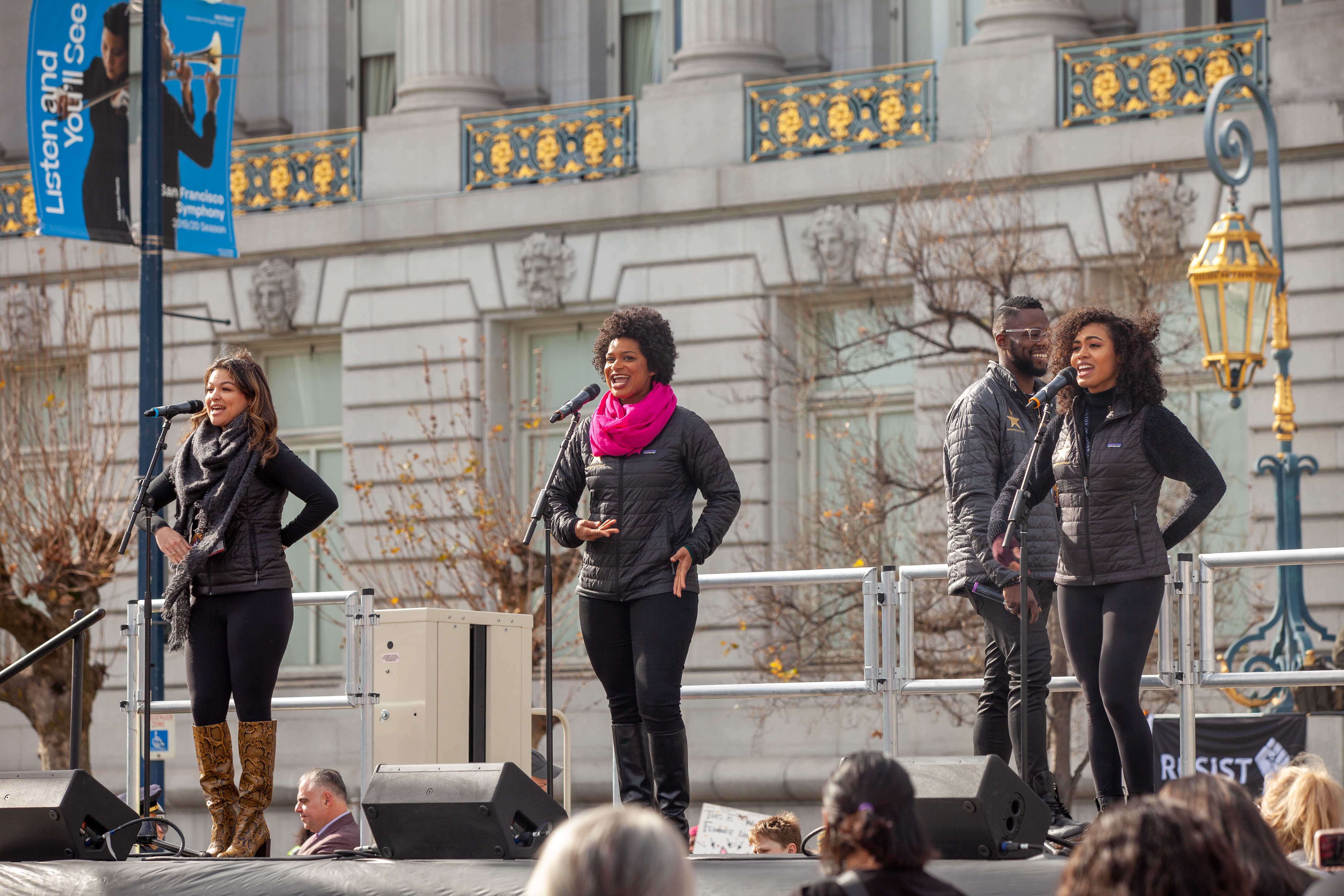
Un groupe de femmes performant "The Schuyler Sisters" à la marche pour les femmes de San Francisco.

La Women's music est un genre musical féministe et un mouvement né aux États-Unis dans les années 1970. Il regroupe des musiques produites par des femmes, pour un public de femmes et à propos des femmes. Ce genre émerge comme une expression musicale de la deuxième vague féministe, de l'économie du travail, des droits civiques, et des mouvements pour la paix. Le mouvement aux États-Unis est lancé par des artistes lesbiennes comme Cris Williamson, Meg Christian (en) et Margie Adam, des musiciennes africaines-américaines telles que Linda Tillery (en), Marie Watkins (en), Gwen Avery, des militantes comme Bernice Johnson Reagon et son groupe Sweet Honey in the Rock (en), et de la militante pour la paix Holly Near (en). Le mouvement de la Women's music comprend aussi des musiciennes de studio, productrices, ingénieures du son, techniciennes, artistes de couverture, distributrices, promotrices et organisatrices de festivals.

## Histoire
La Women's music prend différentes formes depuis ses débuts, avec la particularité de considérer la musique comme une dimension exprimant la vie. Selon Ruth Solie, la musique féministe possède des racines religieuses, à rechercher notamment autour du mouvement de la grande déesse (en) et a la particularité d'exprimer une vie intérieure pour les personnes vivantes. Elle déclare que ce type de musique est un défi créatif et que l'évolution des normes culturelles au fil des années rend difficile la création de normes de production féminines. Les recherches de Ruth Solie révèlent que cette forme musicale primitive est différente de la forme artistique que prend celle de certains des musiciens les plus célèbres, notamment Beethoven et Bach.
Aux États-Unis, à la fin des années 1960 et au début des années 1970, des féministes estiment qu'il y a peu «d'images de femmes positives dans la musique populaire» et «un manque d'opportunités pour les interprètes». Elles considèrent que les femmes sont défavorisées sur le terrain en raison de leur genre. À l’époque, les principales maisons de disques américaines ne signent des contrats qu'avec quelques groupes de femmes, dont Fanny, Birtha (en), The Deadly Nightshade (en) Goldie and the Gingerbreads (en) et le groupe dans lequel ces artistes jouent, Isis (en). En réaction à ce manque d’inclusion des femmes dans la musique grand public, certaines féministes décident qu’il est nécessaire que les femmes créent un espace de création musicale en mixité choisie. Le Séparatisme féministe (en) notamment lesbien est utilisé comme une «tactique concentrant l’énergie des femmes et susceptible de donner un élan considérable à la croissance et au développement de la musique des femmes».
Les premières expériences d'une musique créée spécialement pour des lesbiennes ou des féministes sont issus du mouvement séparatiste. En 1972, Maxine Feldman, ouvertement lesbienne depuis 1964, enregistre le premier disque lesbien, Angry Atthis (Atthis était une amante de la poétesse grecque Sappho). Feldman interpréte la chanson depuis 1969 et ses paroles sont liées à ses sentiments et à ses expériences en tant que lesbienne. La même année, les groupes Chicago and New Haven Women's Liberation Rock Bands (en) sortent Mountain Moving Day. En 1973, Alix Dobkin, la flûtiste Kay Gardner et la bassiste Patches Attom créent le groupe Lavender Jane et enregistrent un album intitulé Lavender Jane Loves Women, le premier album complet pour et par des lesbiennes. Ces premiers enregistrements reposent sur des ventes par correspondance et dans quelques librairies féministes, comme Lambda Rising (en) à Washington, ainsi que sur le bouche-à-oreille. En mai 1974, les femmes qui forment le premier groupe européen de rock féminin se produisent lors d’un festival de musique pour femmes à Berlin. Elles forment le groupe de rock allemand féminin Flying Lesbians (en) et sortent un album éponyme en 1975.
Goldenrod Music Distribution, fondée par Terry Grant en 1975, est reconnue par Lauron Kehrer comme  influence majeure du lancement du mouvement musical féminin. Kehrer note que, bien que l'organisation soit fondée sur la base d'une entraide aux femmes et aux lesbiennes, elle est incapable de contourner les contradictions entourant l'éthique de l'entreprise et sa place dans une société capitaliste
Les lesbiennes trouvent des moyens de s'exprimer par la composition musicale. Il existe des codes sémiotiques classiques européens communs utilisés au cours des siècles pour exprimer la masculinité ou la féminité. Ces codes musicaux  évoluent au fil du temps, en même temps que la signification donnée à la féminité, mais ils continuent de respecter un objectif central, à savoir une expression authentique. Ethel Smyth, une compositrice, inscrit ses expériences de vie lesbienne dans sa musique. Le genre des compositeurs et compositrices, des écrivains et des écrivaines, des artistes et bien plus encore a beaucoup à voir avec la façon dont la musique est perçue et interprétée. Des indices tels que le tempo, l'articulation et d'autres dynamiques prennent différents types de significations - ils ne sont pas standard. Chaque musicien et musicienne utilise ces codes et indices pour adapter à sa musique et exprimer ainsi des idées.
Les musiciennes féministes veulent donner une image positive et affirmée des femmes, qui critique non seulement les divisions entre les genres, mais aussi rendre visible les objectifs du mouvement féministe, tels que la justice sociale concernant les questions de genre et le droit en matière d'avortement et de contrôle des naissances. Dans le but de réduire le fossé entre les genres, certaines femmes de ce genre de musique «ont adopté des codes vestimentaires et des styles de coiffure pour hommes» et expriment leurs opinions et les objectifs du mouvement féministe à travers des contributions lyriques. Helen Reddy chante «Je suis femme / entends-moi rugir / Et j'ai été là-bas par terre / Personne ne me retiendra plus jamais.». Reddy crée un sentiment de pouvoir qui reflète les ambitions du mouvement féministe.

## Labels et distributions
Olivia Records, le premier label de Women's music, est créé en 1973 par un collectif comprenant l'artiste Meg Christian. En commençant par un single vendu avec succès par correspondance, Olivia peut sortir I Know You Know de Meg Christian et The Changer and the Changed de Cris Williamson. The Changer and the Changed est «l'un des albums les plus vendus de tous les temps sur tous les labels indépendants à cette époque, et est également le premier album à être entièrement produit par des femmes. Changer est l'album le plus vendu de tous les temps dans ce genre musical.
Plusieurs autres labels indépendants sont créés par des artistes tels que Kay Gardner avec le label Wise Woman / Urana, Margie Adam avec le label Pleiades, Ani DiFranco avec le label Righteous Babe Records et Holly Near (en) avec le label Redwood Records en 1972. Redwood Records étend le champ des enregistrements musicaux féminins aux femmes de couleur en enregistrant Sweet Honey in the Rock (en), un groupe a cappella de chanteuses afro-américains fondé par Bernice Johnson Reagon en 1978. Tandis que ces labels se développent, les genres musicaux représentés et la diversité ethnique et sociale des artistes s'élargissent. Plusieurs autres labels sont également créés par des artistes. Berkeley Women's Music Collective, Woody Simmons, et Teresa Trull (en) sont distribuées par le réseau Olivia.
Avec la croissance des maisons de disques indépendantes et la demande croissante pour une  musique composée par des femmes, un système organisé de distribution et de promotion devient nécessaire. Goldenrod Music est créé en 1975 pour distribuer Olivia Records, puis la distribution est élargie pour inclure d’autres labels. Ladyslipper, une organisation à but non lucratif créée en 1976 pour promouvoir et distribuer la musique féminine. Le réseau informel Olivia crée WILD (Women's Independent Labels Distributors) en 1977 pour distribuer de la musique dans différentes régions des États-Unis. L'organisation a deux objectifs: créer des réseaux formels et sensibiliser la distribution aux problématiques commerciales et négocier avec Olivia, tandis que les pressions financières exercées sur Olivia font à leur tour pression sur les organismes distributeurs. En 1978, Roadwork Inc est créée pour promouvoir les femmes artistes.
Tout au long des années 1980 et 1990, de nombreux disquaires femmes vendant des disques de femmes se réinstallent dans des espaces plus petits ou sont fermées. En conséquence, Olivia Records s’est étendue à différentes industries pour aider ses projets musicaux à devenir plus rentables. Avec cette expansion, Olivia Records entre dans l'industrie du voyage et Olivia Travel (en) est fondée en 1990. Toutefois, malgré cette expansion, les ventes de musique pour femmes continuent de chuter de manière spectaculaire.
De nombreux facteurs économiques et sociaux influent sur la chute commerciale de l'industrie de la Women's music. Pour résoudre ces problèmes, le MIC (Music Industry Conference) se crée pour trouver des solutions. Durant une semaine, près de 80 femmes actives dans l'industrie de la musique discutent des problématiques spécifiques qui les concernent. Les principaux thèmes abordés sont la chute de la taille des concerts, les exigences financières des performeuses, le manque de diversité parmi les musiciennes, et comment Olivia Records, initialement créée pour être gérée et dirigée par des femmes, accordent des fonctions dominantes aux hommes.

### HOT WIRE: Le journal de la Women's music
HOT WIRE : The Journal of Women's Music and culture est un magazine publié trois fois par an de 1984 à 1994,. Il est fondé à Chicago par Toni Armstrong Jr., Michele Gautreaux, Ann Morris et Yvonne Zipter. Armstrong Jr. devient l'unique éditrice en 1985. Tracy Baim, de Windy City Times, appelle HOT WIRE «la voix nationale du mouvement de la Women's music en plein essor et une vaste chronique de la culture féministe lesbienne». Le magazine est une publication séparatiste nommée d'après le poème érotique de Zipter «Finding the Hot Wire»,. Les publications se concentrent sur les thèmes musiciennes féministes lesbiennes, les festivals, les lieux de rendez-vous et divers sujets concernant l'écriture, le théâtre, la danse, la comédie et les arts. Chaque numéro de 64 pages comprend  une feuille de sons comprenant au moins quatre chansons d’artistes lesbiennes et / ou féministes.

## Festivals de Women's music
Le premier festival femmes a lieu en 1973 à l'Université d'État de Sacramento. En mai 1974, le premier festival national de Women's music se déroule à Champaign-Urbana, dans l'Illinois, et est créé par Kristin Lems, étudiante à l'Université de l'Illinois. Il  célèbre sa quarantième année d'existence à Middleton, Wisconsin, du 2 au 5 juillet 2015. Le Michigan Womyn's Music Festival est créé en 1976, et devient le plus grand festival aux États-Unis, avant de cesser ses activités après la quarantième édition en août 2015. Parmi les nouveaux festivals, on trouve Lilith Fair en activité de 1997 à 1999, et l'Ohio Lesbian Festival, près de Columbus Ohio, créé en 1988 et qui continue d'être une célébration de la musique et de la culture de Womyn. De nombreux autres festivals sont créés aux États-Unis et au Canada depuis le milieu des années 1970 et le nombre varie de quelques centaines à des milliers de spectateurs et spectatrices. Le festival le plus récent est le Los Angeles Women's Music Festival (en), qui débute en 2007 avec plus de 2 500 participants et participantes. Il devait être réédité en 2009, mais s'interrompt après la première édition.
Bien que les festivals restent centrés sur la musique, ils soutiennent de nombreuses autres facettes de la culture lesbienne et féministe. Conçus pour offrir un espace sûr à la musique et à la culture des femmes, ils ont lieu sur des campus universitaires ou dans des zones rurales isolées. De nombreux festivals proposent des ateliers sur des sujets concernant la communauté lesbienne et féministe, telles que l’art, l’artisanat, des cours de fitness et des événements sportifs, et permettent aux femmes de profiter de ressources qu’elles ne peuvent souvent pas trouver dans la culture traditionnelle. Le National Women's Music Festival propose de tels ateliers. En 1992, le festival organise des ateliers sur des thèmes tels que «théâtre», «film et vidéo», «accessibilité», «santé des femmes / sports et condition physique», «femmes âgées», spiritualité, «autonomisation des femmes», «femmes de couleur», et une conférence d'écrivaine en plus d'autres sujets dans une série d'ateliers.
Bonnie Morris décrit dans son livre Eden Built by Eves comment les festivals soutiennent les femmes tout au long de leur vie. Les festivals offrent aux jeunes femmes un espace sécurisé pour les rituels de passage à l’âge adulte, des possibilités de nouer des relations amoureuses et romantiques, de s'engager, et prodiguent des perspectives alternatives sur la maternité et l’expression du chagrin et de la perte. Le festival Michigan Womyn's Music est un exemple d'environnement qui célèbre toutes les femmes, pas seulement celles qui se conforment aux médias traditionnels. Morris décrit les participantes au festival « comme des femmes sexy en fauteuil roulant, des femmes sexy à 260 livres, des femmes sexy à 70 ans, des romances interraciales de longue durée - et tout le reste concernant les femmes que la télévision ne montre pas, ou nous indique ne pas exister.». Les festivals aident également à créer un sentiment de communauté pour les lesbiennes. En plus des nombreuses participantes et organisatrices lesbiennes, le National Women's Music Festival met en valeur sa «musique, son humour et son artisanat» pour promouvoir une «identité lesbienne positive». Le festival est également un lieu où les femmes peuvent afficher ouvertement leur sexualité, y compris les relations homosexuelles.